# Nadaillac-de-Rouge
Nadaillac-de-Rouge is een gemeente in het Franse departement Lot (regio Occitanie) en telt 101 inwoners (1999). De plaats maakt deel uit van het arrondissement Gourdon.

## Geografie
De oppervlakte van Nadaillac-de-Rouge bedraagt 8,0 km², de bevolkingsdichtheid is 12,6 inwoners per km².
De onderstaande kaart toont de ligging van Nadaillac-de-Rouge met de belangrijkste infrastructuur en aangrenzende gemeenten.

## Demografie
Onderstaande figuur toont het verloop van het inwonertal (bron: INSEE-tellingen).